# Brandon Palacios
Brandon Roberto Palacios Bustamante (Guadalajara, México, 26 de marzo de 1998) es un futbolista peruano nacido en México.  Juega como extremo derecho y su equipo actual es el Sport Boys de la Liga 1 de Perú. Es hijo del futbolista Roberto "Chorri" Palacios.

## Trayectoria

### Primeros Años
Palacios se formó en las canteras de Sporting Cristal. Fue goleador de la categoría 98' en la Copa Federación del 2016. Se estrenó en el Torneo de Promoción y reserva, en una victoria 3-0 a FBC Melgar.

### Sporting Cristal
Fue promovido al primer equipo de Cristal en 2018, pero fue cedido a UTC a finales de agosto. Jugó su primer partido profesional en la derrota 2-1 ante Universitario, ingresando a los 58' por Brayan Guevara. Marcó su primer gol en la victoria 2-1 ante Deportivo Binacional.
Nuevamente es cedido en 2019 a la Universidad San Martín, donde marcó su primer gol en el club en la derrota 3-2 ante Universitario. Jugó 14 partidos con el club santo. En julio de ese año regresó a Cristal, pero el técnico Manuel Barreto no lo consideró en le primer equipo, jugando unos pocos partidos.

### Cusco FC
A fines de 2019, terminó su vínculo con Cristal y fichó por Cusco FC, en el 2020.
En el 2022 desciende con el Carlos Stein, al quedar último puesto en la tabla acumulada.
En la temporada 2023 descendió de categoría, al quedar antepenúltimo en la tabla acumulada del torneo con Deportivo Binacional, acumuló su segundo descenso consecutivo.
Según se tiene previsto, en la temporada 2024 descenderá con el Club Sport Boys del Callao al quedar penúltimo en la tabla acumulada de la Liga 1, acumulando su tercer descenso consecutivo.

## Selección nacional
Palacios además de tener nacionalidad peruana, también tiene la mexicana por vivir los primeros años de su vida en Guadalajara, por ende no ha descartado alguna posibilidad de convocatoria a la Selección de futbol de México.
Ha sido considerado en los microciclos para jugar en los Juegos Panamericanos de 2019, realizado en Lima, donde no logró ser convocado al equipo final. También fue considerado en los microciclos de la selección peruana Sub-23 para el Preolímpico de 2020, sin embargo, no pudo ser llamado en la convocatoria final.

## Clubes y estadísticas
Actualizado el 23 de octubre de 2022.
| Sporting Cristal Perú                                                                 | 2018             | 1ª               | 0   | 0  | — | — | 0 | 0 | 0   | 0  |
| Sporting Cristal Perú                                                                 | 2019             | 1ª               | 5   | 2  | 2 | 0 | — | — | 7   | 2  |
| Sporting Cristal Perú                                                                 | Total club       | Total club       | 5   | 2  | 2 | 0 | 0 | 0 | 7   | 2  |
| Universidad Técnica de Cajamarca Perú                                                 | 2018             | 1ª               | 10  | 1  | — | — | — | — | 10  | 1  |
| Universidad Técnica de Cajamarca Perú                                                 | Total club       | Total club       | 10  | 1  | 0 | 0 | 0 | 0 | 10  | 1  |
| Universidad de San Martín Perú                                                        | 2019             | 1ª               | 14  | 1  | 0 | 0 | — | — | 14  | 1  |
| Universidad de San Martín Perú                                                        | Total club       | Total club       | 14  | 1  | 0 | 0 | 0 | 0 | 14  | 1  |
| Cusco FC Perú                                                                         | 2020             | 1ª               | 10  | 1  | — | — | 2 | 0 | 12  | 1  |
| Cusco FC Perú                                                                         | Total club       | Total club       | 10  | 1  | 0 | 0 | 2 | 0 | 12  | 1  |
| Carlos Stein Perú                                                                     | 2021             | 2ª               | 25  | 5  | 0 | 0 | — | — | 25  | 5  |
| Carlos Stein Perú                                                                     | 2022             | 1ª               | 29  | 6  | — | — | — | — | 29  | 6  |
| Carlos Stein Perú                                                                     | Total club       | Total club       | 54  | 11 | 0 | 0 | 0 | 0 | 54  | 11 |
| Deportivo Binacional Perú                                                             | 2023             | 1ª               | 33  | 11 | — | — | — | — | 33  | 11 |
| Deportivo Binacional Perú                                                             | Total club       | Total club       | 33  | 11 | 0 | 0 | 0 | 0 | 33  | 11 |
| Sport Boys Perú                                                                       | 2024             | 1ª               | 5   | 1  | — | — | — | — | 5   | 1  |
| Sport Boys Perú                                                                       | Total club       | Total club       | 5   | 1  | 0 | 0 | 0 | 0 | 5   | 1  |
| Total en carrera                                                                      | Total en carrera | Total en carrera | 131 | 28 | 2 | 0 | 2 | 0 | 135 | 28 |
| (1) Incluye datos de la Copa Bicentenario. (2) Incluye datos de la Copa Sudamericana. |                  |                  |     |    |   |   |   |   |     |    |

## Palmarés

### Torneos cortos
| Título           | Club             | País | Año  |
| ---------------- | ---------------- | ---- | ---- |
| Torneo de Verano | Sporting Cristal | Perú | 2018 |

### Torneos nacionales
| Título                    | Club             | Sede | Año  |
| ------------------------- | ---------------- | ---- | ---- |
| Primera División del Perú | Sporting Cristal | Perú | 2018 |

### Distinciones individuales
| Distinción                                                                | Año  |
| ------------------------------------------------------------------------- | ---- |
| Preseleccionado como defensa en el mejor once de la Liga 2 según la SAFAP | 2021 |